# AHL 1995/96
Die Saison 1995/96 war die 60. reguläre Saison der American Hockey League (AHL). Während der regulären Saison bestritten die 18 Teams der Liga jeweils 80 Begegnungen. Die jeweils acht besten Mannschaften der Eastern Conference und der Western Conference spielten anschließend in einer Play-off-Runde um den Calder Cup.

## Teamänderungen
Folgende Änderungen wurden vor Beginn der Saison vorgenommen:
- Die Baltimore Bandits wurden als Expansionsteam in die Liga aufgenommen.
- Die Carolina Monarchs wurden als Expansionsteam in die Liga aufgenommen.

## Reguläre Saison

### Abschlusstabellen
Abkürzungen: GP = Spiele, W = Siege, L = Niederlagen, T = Unentschieden, OTL = Niederlage nach Overtime, GF = Erzielte Tore, GA = Gegentore, Pts = Punkte

Erläuterungen: In Klammern befindet sich die Platzierung innerhalb der Conference; _ = Playoff-Qualifikation, _ = Division-Sieger, _ = Conference-Sieger

#### Northern Conference
| Atlantic Division             | GP | W  | L  | T  | OTL | GF  | GA  | Pts |
| ----------------------------- | -- | -- | -- | -- | --- | --- | --- | --- |
| Prince Edward Island Senators | 80 | 38 | 33 | 6  | 3   | 303 | 313 | 85  |
| Saint John Flames             | 80 | 35 | 30 | 11 | 4   | 272 | 264 | 85  |
| St. John’s Maple Leafs        | 80 | 31 | 31 | 14 | 4   | 248 | 274 | 80  |
| Fredericton Canadiens         | 80 | 34 | 35 | 11 | 0   | 307 | 308 | 79  |
| Cape Breton Oilers            | 80 | 33 | 40 | 3  | 4   | 290 | 323 | 73  |

| North Division      | GP | W  | L  | T  | OTL | GF  | GA  | Pts |
| ------------------- | -- | -- | -- | -- | --- | --- | --- | --- |
| Springfield Falcons | 80 | 42 | 22 | 11 | 5   | 272 | 215 | 100 |
| Worcester IceCats   | 80 | 36 | 28 | 12 | 4   | 242 | 244 | 88  |
| Portland Pirates    | 80 | 32 | 34 | 10 | 4   | 282 | 283 | 78  |
| Providence Bruins   | 80 | 30 | 36 | 10 | 4   | 249 | 280 | 74  |

#### Southern Conference
| Central Division     | GP | W  | L  | T | OTL | GF  | GA  | Pts |
| -------------------- | -- | -- | -- | - | --- | --- | --- | --- |
| Albany River Rats    | 80 | 54 | 19 | 7 | 0   | 322 | 218 | 115 |
| Adirondack Red Wings | 80 | 38 | 32 | 8 | 2   | 271 | 247 | 86  |
| Rochester Americans  | 80 | 37 | 34 | 5 | 4   | 294 | 297 | 83  |
| Cornwall Aces        | 80 | 34 | 34 | 7 | 5   | 249 | 251 | 80  |
| Syracuse Crunch      | 80 | 31 | 37 | 5 | 7   | 257 | 307 | 74  |

| South Division     | GP | W  | L  | T  | OTL | GF  | GA  | Pts |
| ------------------ | -- | -- | -- | -- | --- | --- | --- | --- |
| Binghamton Rangers | 80 | 39 | 31 | 7  | 3   | 333 | 331 | 88  |
| Hershey Bears      | 80 | 36 | 30 | 11 | 3   | 301 | 287 | 86  |
| Baltimore Bandits  | 80 | 33 | 36 | 9  | 2   | 279 | 299 | 77  |
| Carolina Monarchs  | 80 | 28 | 38 | 11 | 3   | 313 | 343 | 70  |

### Beste Scorer
Abkürzungen: GP = Spiele, G = Tore, A = Assists, Pts = Punkte, +/- = Plus/Minus, PIM = Strafminuten; Fett: Saisonbestwert
| Spieler         | Team                          | GP | G  | A  | Pts | PIM |
| --------------- | ----------------------------- | -- | -- | -- | --- | --- |
| Brad Smyth      | Carolina Monarchs             | 68 | 68 | 58 | 126 | 80  |
| Jim Montgomery  | Hershey Bears                 | 78 | 34 | 71 | 105 | 95  |
| Mike Casselman  | Carolina Monarchs             | 70 | 34 | 68 | 102 | 46  |
| Gilbert Dionne  | Carolina Monarchs             | 55 | 43 | 58 | 101 | 29  |
| Peter Ferraro   | Binghamton Rangers            | 68 | 48 | 53 | 101 | 157 |
| Chris Ferraro   | Binghamton Rangers            | 77 | 32 | 67 | 99  | 208 |
| Craig Charron   | Rochester Americans           | 72 | 43 | 52 | 95  | 79  |
| Jean-Yves Roy   | Prince Edward Island Senators | 67 | 40 | 55 | 95  | 64  |
| Dixon Ward      | Rochester Americans           | 71 | 38 | 56 | 94  | 74  |
| Brett Harkins   | Carolina Monarchs             | 55 | 23 | 71 | 94  | 44  |
| Andrew Brunette | Portland Pirates              | 69 | 28 | 66 | 94  | 125 |

## Calder-Cup-Playoffs

### Modus
Für die Playoffs qualifizierten sich in der Northern Conference und Southern Conference je die acht besten Mannschaften. Während sich in der Northern Conference jeweils die besten vier Mannschaften jeder Division qualifizierten, konnte sich in der Southern Conference der Fünfte der Central Division, die Syracuse Crunch, qualifizieren, da sie mehr Punkte aufwiesen als der Vierte der South Division, die Carolina Monarchs.
In den ersten drei Playoff-Runden wurden die Sieger der Eastern bzw. Western Division ausgespielt, die anschließend im Finale um den Calder Cup aufeinandertrafen. Während die erste Playoff-Runde im Best-of-Five-Modus ausgespielt wurde, wurden alle anderen Playoffrunden, sowie das Finale im Modus Best-of-Seven ausgespielt.

### Playoff-Baum
|  | Division Semifinals | Division Semifinals           | Division Semifinals |                     |                       | Division Finals | Division Finals    | Division Finals |  |  | Conference Finals | Conference Finals | Conference Finals |  |  | Calder Cup Finals | Calder Cup Finals | Calder Cup Finals |
|  |                     |                               |                     |                     |                       |                 |                    |                 |  |  |                   |                   |                   |  |  |                   |                   |                   |
|  | A1                  | Prince Edward Island Senators | 2                   |                     |                       |                 |                    |                 |  |  |                   |                   |                   |  |  |                   |                   |                   |
|  | A4                  | Fredericton Canadiens         | 3                   |                     |                       |                 |                    |                 |  |  |                   |                   |                   |  |  |                   |                   |                   |
|  | A4                  | Fredericton Canadiens         | 3                   | A4                  | Fredericton Canadiens | 1               |                    |                 |  |  |                   |                   |                   |  |  |                   |                   |                   |
|  |                     |                               |                     | A4                  | Fredericton Canadiens | 1               |                    |                 |  |  |                   |                   |                   |  |  |                   |                   |                   |
|  |                     |                               | A2                  | Saint John Flames   | 4                     |                 |                    |                 |  |  |                   |                   |                   |  |  |                   |                   |                   |
|  | A2                  | Saint John Flames             | A2                  | Saint John Flames   | 4                     | 3               |                    |                 |  |  |                   |                   |                   |  |  |                   |                   |                   |
|  | A2                  | Saint John Flames             |                     |                     |                       | 3               |                    |                 |  |  |                   |                   |                   |  |  |                   |                   |                   |
|  | A3                  | St. John’s Maple Leafs        | 1                   |                     |                       |                 |                    |                 |  |  |                   |                   |                   |  |  |                   |                   |                   |
|  | A3                  | St. John’s Maple Leafs        | 1                   | A2                  | Saint John Flames     | 3               |                    |                 |  |  |                   |                   |                   |  |  |                   |                   |                   |
|  |                     |                               |                     | A2                  | Saint John Flames     | 3               | Eastern Conference |                 |  |  |                   |                   |                   |  |  |                   |                   |                   |
|  |                     | N3                            | Portland Pirates    | 4                   |                       |                 |                    |                 |  |  |                   |                   |                   |  |  |                   |                   |                   |
|  | N1                  | N3                            | Portland Pirates    | 4                   | Springfield Falcons   | 3               |                    |                 |  |  |                   |                   |                   |  |  |                   |                   |                   |
|  | N1                  |                               |                     |                     | Springfield Falcons   | 3               |                    |                 |  |  |                   |                   |                   |  |  |                   |                   |                   |
|  | N4                  | Providence Bruins             | 1                   |                     |                       |                 |                    |                 |  |  |                   |                   |                   |  |  |                   |                   |                   |
|  | N4                  | Providence Bruins             | 1                   | N1                  | Springfield Falcons   | 2               |                    |                 |  |  |                   |                   |                   |  |  |                   |                   |                   |
|  |                     |                               |                     | N1                  | Springfield Falcons   | 2               |                    |                 |  |  |                   |                   |                   |  |  |                   |                   |                   |
|  |                     |                               | N3                  | Portland Pirates    | 4                     |                 |                    |                 |  |  |                   |                   |                   |  |  |                   |                   |                   |
|  | N2                  | Worcester IceCats             | N3                  | Portland Pirates    | 4                     | 1               |                    |                 |  |  |                   |                   |                   |  |  |                   |                   |                   |
|  | N2                  | Worcester IceCats             |                     |                     |                       |                 |                    |                 |  |  |                   |                   |                   |  |  |                   |                   |                   |
|  | N3                  | Portland Pirates              | 3                   |                     |                       |                 |                    |                 |  |  |                   |                   |                   |  |  |                   |                   |                   |
|  | N3                  | Portland Pirates              | 3                   | N3                  | Portland Pirates      | 3               |                    |                 |  |  |                   |                   |                   |  |  |                   |                   |                   |
|  |                     |                               |                     |                     |                       |                 |                    |                 |  |  |                   |                   |                   |  |  |                   |                   |                   |
|  |                     | C3                            | Rochester Americans | 4                   |                       |                 |                    |                 |  |  |                   |                   |                   |  |  |                   |                   |                   |
|  | C1                  | C3                            | Rochester Americans | 4                   | Albany River Rats     | 1               |                    |                 |  |  |                   |                   |                   |  |  |                   |                   |                   |
|  | C1                  |                               |                     |                     | Albany River Rats     | 1               |                    |                 |  |  |                   |                   |                   |  |  |                   |                   |                   |
|  | C4                  | Cornwall Aces                 | 3                   |                     |                       |                 |                    |                 |  |  |                   |                   |                   |  |  |                   |                   |                   |
|  | C4                  | Cornwall Aces                 | 3                   | C4                  | Cornwall Aces         | 0               |                    |                 |  |  |                   |                   |                   |  |  |                   |                   |                   |
|  |                     |                               |                     | C4                  | Cornwall Aces         | 0               |                    |                 |  |  |                   |                   |                   |  |  |                   |                   |                   |
|  |                     |                               | C3                  | Rochester Americans | 4                     |                 |                    |                 |  |  |                   |                   |                   |  |  |                   |                   |                   |
|  | C2                  | Adirondack Red Wings          | C3                  | Rochester Americans | 4                     | 0               |                    |                 |  |  |                   |                   |                   |  |  |                   |                   |                   |
|  | C2                  | Adirondack Red Wings          |                     |                     |                       | 0               |                    |                 |  |  |                   |                   |                   |  |  |                   |                   |                   |
|  | C3                  | Rochester Americans           | 3                   |                     |                       |                 |                    |                 |  |  |                   |                   |                   |  |  |                   |                   |                   |
|  | C3                  | Rochester Americans           | 3                   | C3                  | Rochester Americans   | 4               |                    |                 |  |  |                   |                   |                   |  |  |                   |                   |                   |
|  |                     |                               |                     | C3                  | Rochester Americans   | 4               | Western Conference |                 |  |  |                   |                   |                   |  |  |                   |                   |                   |
|  |                     | C5                            | Syracuse Crunch     | 1                   |                       |                 |                    |                 |  |  |                   |                   |                   |  |  |                   |                   |                   |
|  | S1                  | C5                            | Syracuse Crunch     | 1                   | Binghamton Rangers    | 1               |                    |                 |  |  |                   |                   |                   |  |  |                   |                   |                   |
|  | S1                  |                               |                     |                     |                       |                 |                    |                 |  |  |                   |                   |                   |  |  |                   |                   |                   |
|  | C5                  | Syracuse Crunch               | 3                   |                     |                       |                 |                    |                 |  |  |                   |                   |                   |  |  |                   |                   |                   |
|  | C5                  | Syracuse Crunch               | 3                   | C5                  | Syracuse Crunch       | 4               |                    |                 |  |  |                   |                   |                   |  |  |                   |                   |                   |
|  |                     |                               |                     | C5                  | Syracuse Crunch       | 4               |                    |                 |  |  |                   |                   |                   |  |  |                   |                   |                   |
|  |                     |                               | S3                  | Baltimore Bandits   | 3                     |                 |                    |                 |  |  |                   |                   |                   |  |  |                   |                   |                   |
|  | S2                  | Hershey Bears                 | S3                  | Baltimore Bandits   | 3                     | 2               |                    |                 |  |  |                   |                   |                   |  |  |                   |                   |                   |
|  | S2                  | Hershey Bears                 |                     |                     |                       |                 |                    |                 |  |  |                   |                   |                   |  |  |                   |                   |                   |
|  | S3                  | Baltimore Bandits             | 3                   |                     |                       |                 |                    |                 |  |  |                   |                   |                   |  |  |                   |                   |                   |

### Calder-Cup-Sieger
| Calder-Cup-Sieger Rochester Americans | Torhüter: John Blue, Steve Shields Verteidiger: David Cooper, Scott Feasby, Terry Hollinger, Doug Houda, Serhij Klymentjew, Dean Melanson, Rumun Ndur, Shayne Wright Angreifer: Curtis Brown, Craig Charron, Jason Cirone, Rob Conn, Dan Frawley, Brian Holzinger, Dane Jackson, Steve Junker, Jamie Leach, Scott Metcalfe, Barrie Moore, Scott Nichol, Wayne Primeau, Václav Varaďa, Dixon Ward, Bob Westerby Cheftrainer: John Tortorella General Manager: Joe Baumann |

## Vergebene Trophäen

### Mannschaftstrophäen
| Auszeichnung                                                     | Team                          |
| ---------------------------------------------------------------- | ----------------------------- |
| Calder Cup Gewinner der AHL-Playoffs                             | Rochester Americans           |
| Richard F. Canning Trophy Gewinner des Eastern Conference-Finale | Portland Pirates              |
| Robert W. Clarke Trophy Gewinner des Western Conference-Finale   | Rochester Americans           |
| Frank S. Mathers Trophy Bestes Team der South Division           | Binghamton Rangers            |
| F. G. „Teddy“ Oke Trophy Bestes Team der North Division          | Springfield Falcons           |
| Sam Pollock Trophy Bestes Team der Atlantic Division             | Prince Edward Island Senators |
| John D. Chick Trophy Bestes Team der Central Division            | Albany River Rats             |

### Individuelle Trophäen
| Auszeichnung                                                                                    | Spieler       | Team                  |
| ----------------------------------------------------------------------------------------------- | ------------- | --------------------- |
| Les Cunningham Award MVP der regulären Saison                                                   | Brad Smyth    | Carolina Monarchs     |
| John B. Sollenberger Trophy Bester Scorer                                                       | Brad Smyth    | Carolina Monarchs     |
| Dudley „Red“ Garrett Memorial Award Bester Rookie                                               | Darcy Tucker  | Fredericton Canadiens |
| Eddie Shore Award Bester Verteidiger                                                            | Barry Richter | Binghamton Rangers    |
| Aldege „Baz“ Bastien Memorial Award Bester Torhüter                                             | Manny Legace  | Springfield Falcons   |
| Harry „Hap“ Holmes Memorial Award Torhüter mit dem geringsten Gegentorschnitt                   | Scott Langkow | Springfield Falcons   |
| Harry „Hap“ Holmes Memorial Award Torhüter mit dem geringsten Gegentorschnitt                   | Manny Legace  | Springfield Falcons   |
| Louis A. R. Pieri Memorial Award Bester Trainer                                                 | Robbie Ftorek | Albany River Rats     |
| Fred T. Hunt Memorial Award Für den Spieler, der durch Fairness, Einsatz und Hingabe herausragt | Ken Gernander | Binghamton Rangers    |
| Jack A. Butterfield Trophy MVP der Calder-Cup-Playoffs                                          | Dixon Ward    | Rochester Americans   |